# Neutralitetsmålning

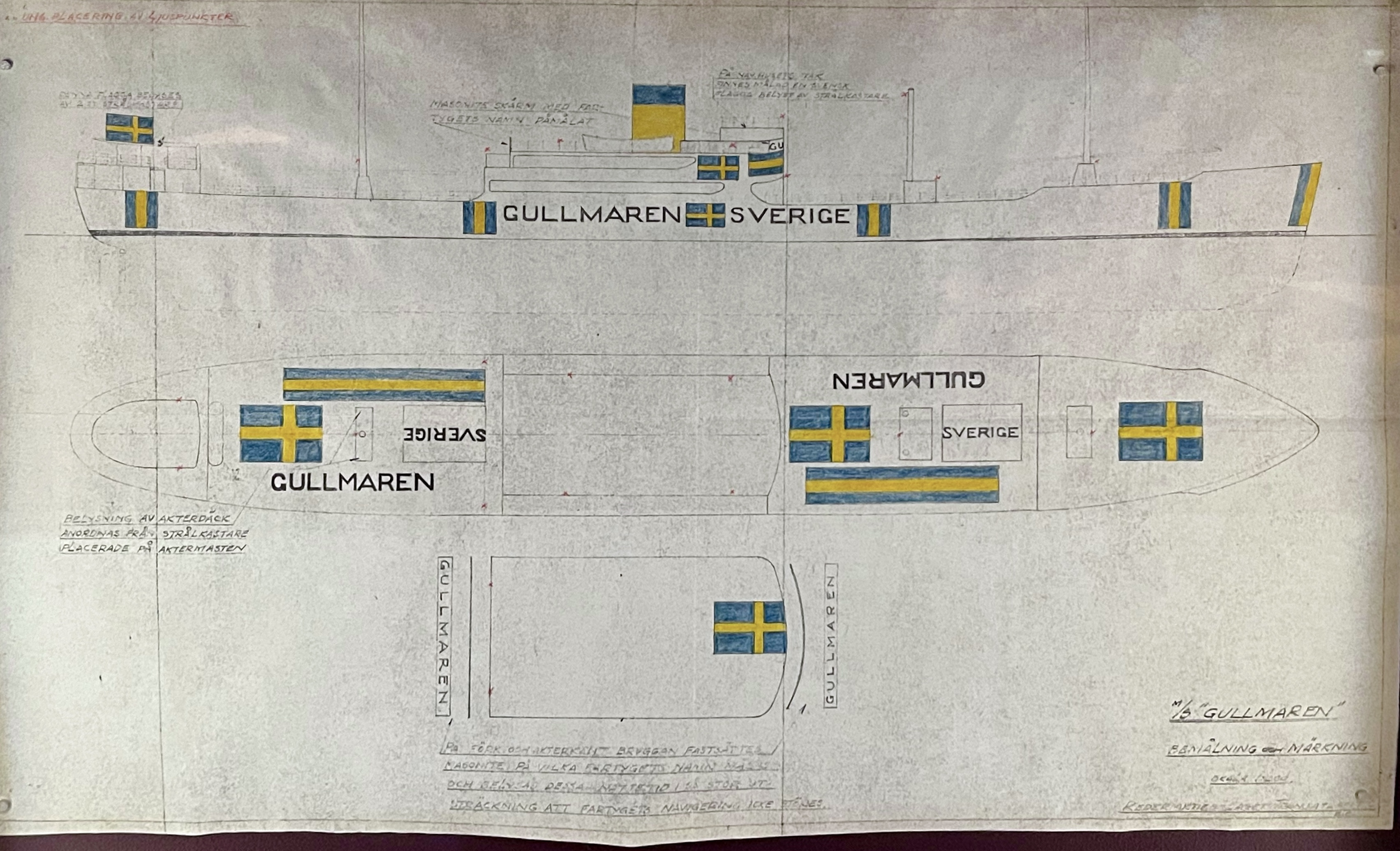
Ritning över neutralitetsmålning av fartyget Gullmaren utifrån officiellt regelverk från andra världskriget.

Neutralitetsmålning började praktiseras på fartyg under första- och andra världskriget för att undvika angrepp på fartyg från neutrala länder. Under första världskriget infördes neutralitetsmålning av svenska fartyg eftersom enbart neutralitetsflagg inte längre räckte. År 1915 hade brittiska handelsfartyg börjat hissa neutralitetsflagg trots att de inte var neutrala och detta utsatte de svenska fartygen för fara. Det ledde till att svenska handelsfartyg började målas i blått och gult. Metoden visade sig effektiv och började snart även att användas av andra neutrala länder. 
Under första världskriget fanns inget regelverk för hur målningen skulle se ut och kunde därför variera i utseende, storlek och placering. Under andra världskriget utvecklades ett officiellt regelverk av kommerskollegium för svenska fartyg.
Neutralitetsmålning har även förekommit på andra fordon, som svenska och schweiziska flygplan under andra världskriget.

## Galleri

Fartyget Juno med neutralitetsmålning under första världskriget, innan det fanns ett officiellt regelverk för hur målningen skulle se ut.
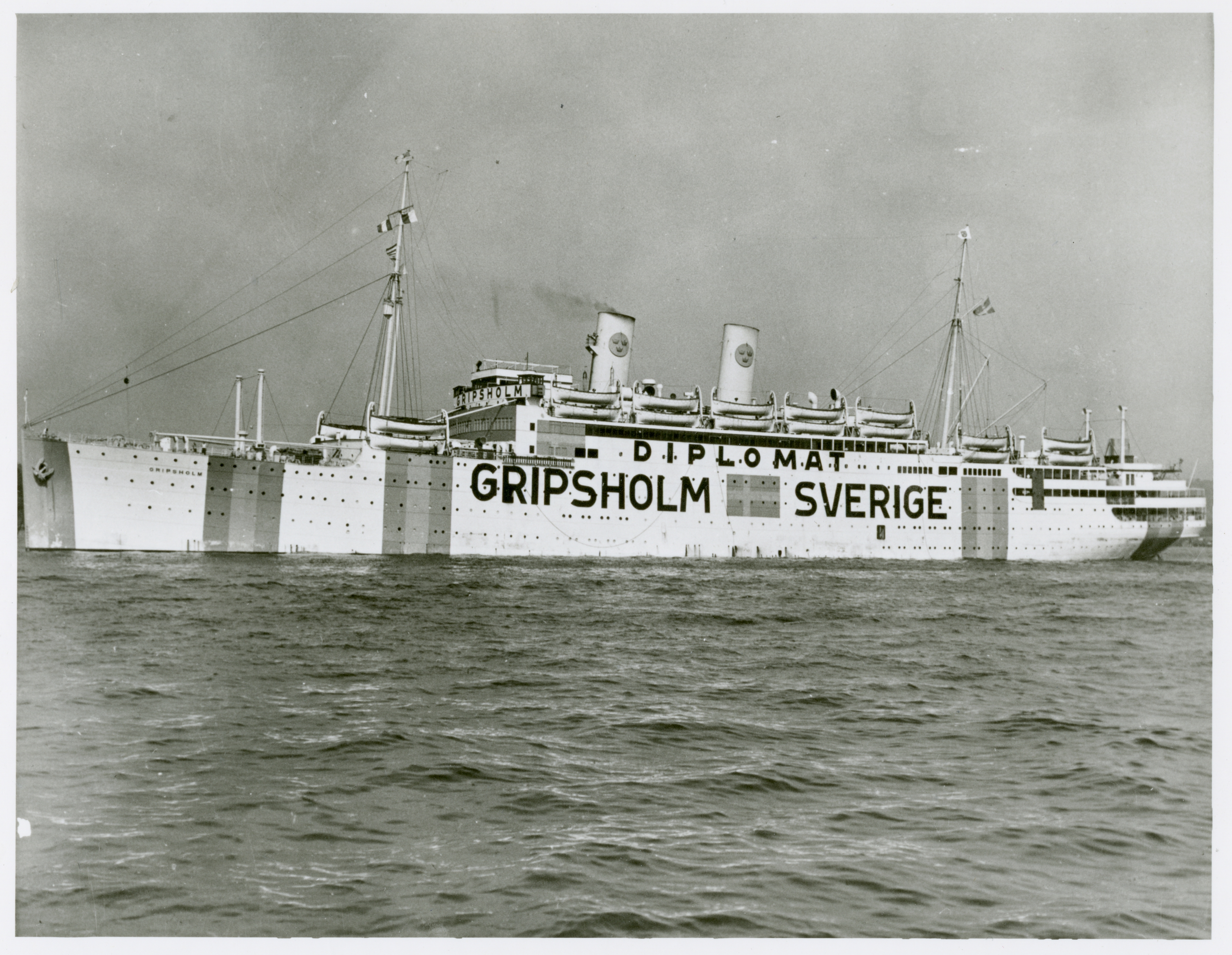
Passagerarfartyget Gripsholm under andra världskriget med officiell neutralitetsmålning. Mellan 1942 och 1946 var fartyget uthyrt till USA för de så kallade utväxlingsressorna i  blanda annat Röda korsets regi.